# Бильдино (Калужская область)
Бильдино — деревня в Козельском районе Калужской области. Входит в состав Сельского поселения «Село Попелёво».

## Географическое положение
Расположена на правобережье реки Зарочинка (приток Серёны), примерно в 7 км к северу от села Попелёво.

## Население
На 2010 год население составляло 60 человек.